# Ferrante Zambini
Ferrante Zambini (Reggio Emilia, 12 agosto 1878 – Firenze, 15 febbraio 1949) è stato uno scultore e falsario italiano.

## Biografia
Figlio di Pasquale e di Maria Bazzani, ebbe un fratello, Emanuele, anche lui scultore. Frequentò la scuola di disegno per operai di Reggio, in cui fu allievo di Ciro Zironi. Grazie ad alcuni sussidi del Comune, poté perfezionare i propri studi all'Accademia di belle arti di Firenze, sotto la guida di Giovanni Fattori.
Zambini è famoso per alcune composizioni in stile rinascimentale, reputate come opere originali dell'epoca, attribuite a Domenico di Paris: tra queste, una Pietà custodita al Museo del Louvre e una Madonna con il Bambino, già nella collezione Jandolo a Roma, mentre in una collezione privata di Vienna era una Deposizione ascritta alla maniera del Minello.
Firmata e datata invece 1926 è una Madonna con Bambino in bronzo, ispirata ai modi di Antonio Begarelli e acquisita dal celebre collezionista Matteo Campori.
Altre sue opere si conservano a Firenze nel museo di Palazzo Pitti (Il trionfo del grano, scultura in bronzo, nonché vari disegni) e presso la locale Camera di Commercio (Madre con il Bambino in terracotta, 1923).
A Montelupo Fiorentino realizzò nel 1929 il bronzo per il monumento ai caduti (poi fuso per farne armamenti) e una lapide in ricordo dei caduti di Fibbiana nella grande guerra, ancora visibile nella piazza San Rocco.  Zambini operò anche nel Trentino: del 1933 è la Via Crucis in terracotta per la Chiesetta di Santa Maria delle Grazie a Rovereto; un'altra Via Crucis in legno, datata 1934, è nella chiesa parrocchiale di Villa Lagarina.
Sposò Elisa Merlini e fu in rapporto con il celebre pittore Giovanni Costetti, che gli dedicò nel 1918 un articolo sulla rivista Fiorentina Nova.